# Brunnstraße
Die Brunnstraße in München liegt in der Altstadt und verläuft als Verlängerung der Josephspitalstraße zur Hackenstraße.  

## Geschichte
An der Ecke Brunnstraße / Josephspitalgasse (heute: Josephspitalstraße) war früher ein Brunnen, den man den Hirtenbrunnen nannte, weil ursprünglich Hirten hier ihre Herden weideten und tränkten, als ringsum noch Weideplätze und Felder waren.

## Lage
Die Brunnstraße verläuft als Verlängerung der Josephspitalstraße, nachdem die Kreuzstraße und Damenstiftstraße kreuzen, zur Hackenstraße, die einen Haken nach Norden und dann nach Osten schlägt.  

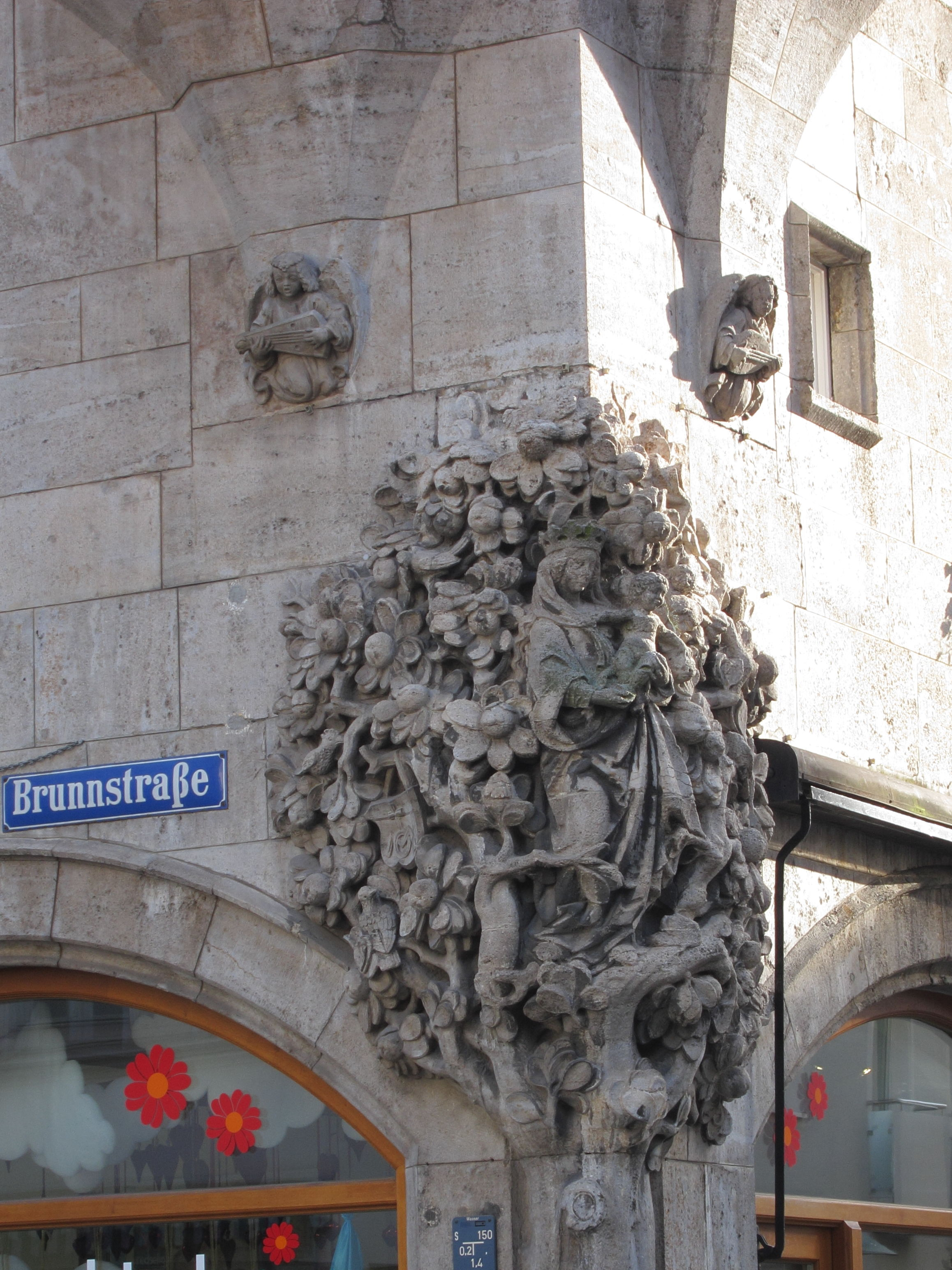
Madonna im Birnbaum am Haus Roiger, Ecke Damenstiftstraße/Brunnstraße, von Max Ostenrieder
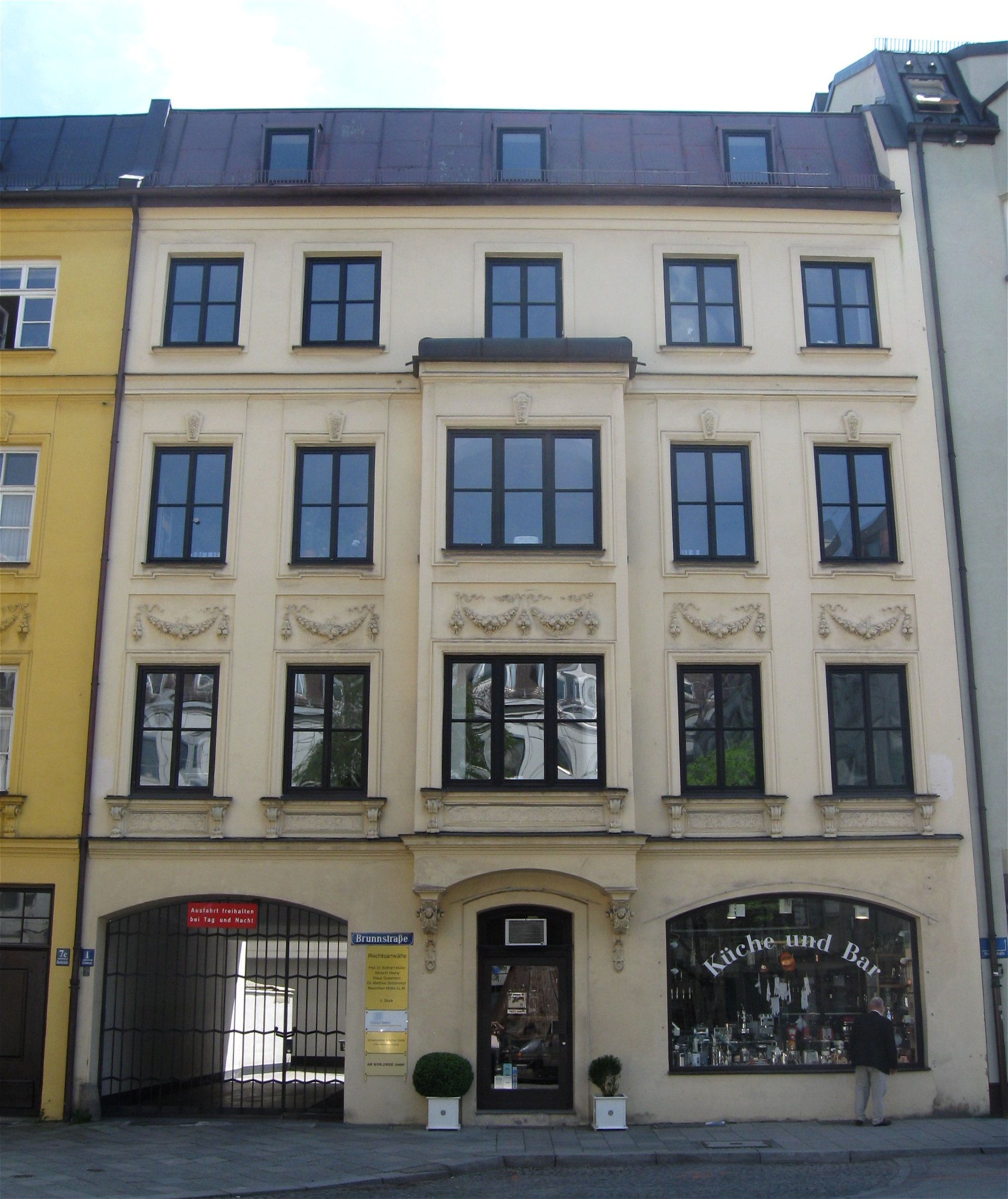
Brunnstraße 1; Teil des Radspielerhauses, 1875, dem Palais Rechberg in der Hackenstraße 7 angeglichen
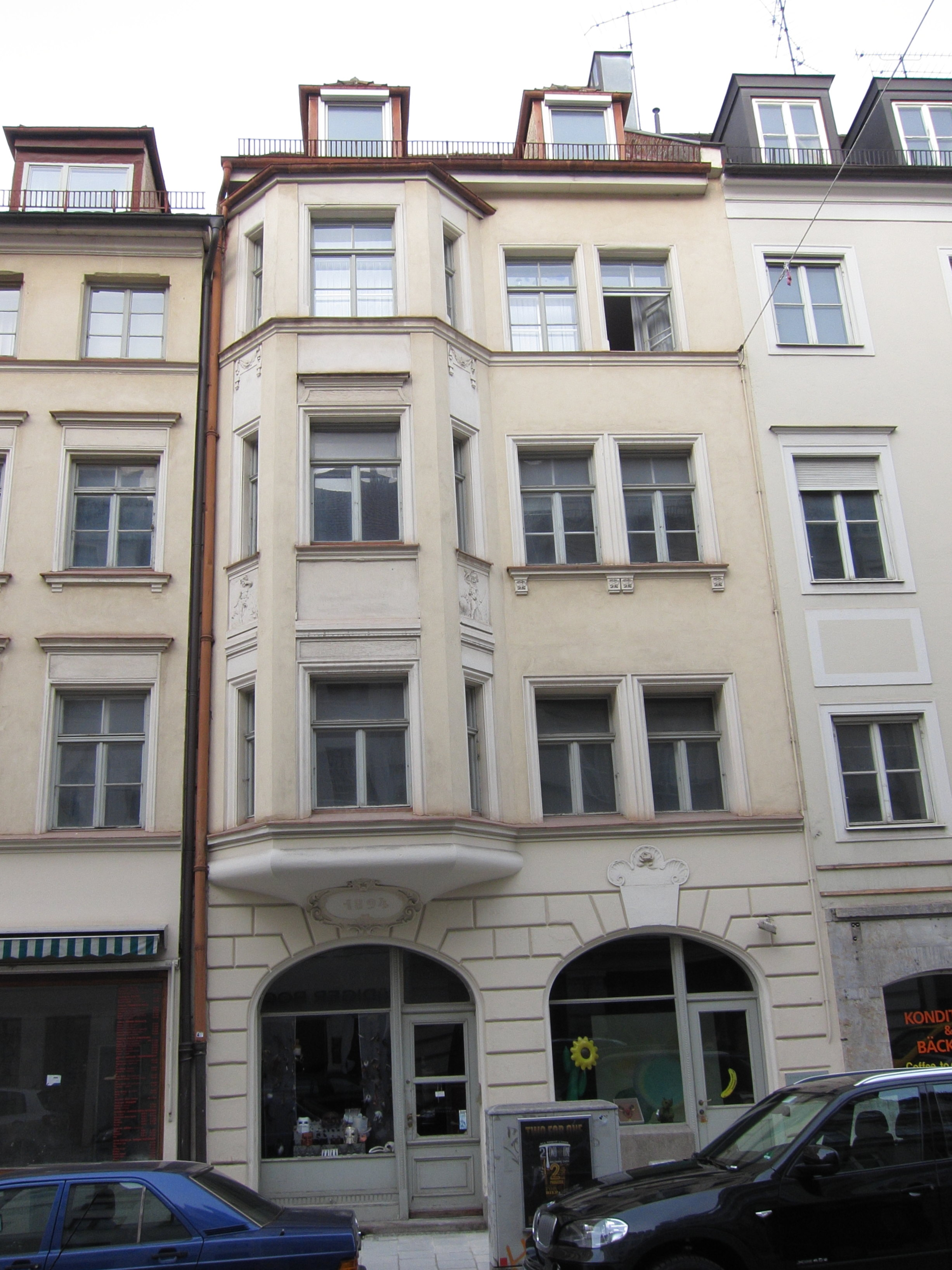
Brunnstraße 6; Wohn- und Geschäftshaus, Neubarock, 1894
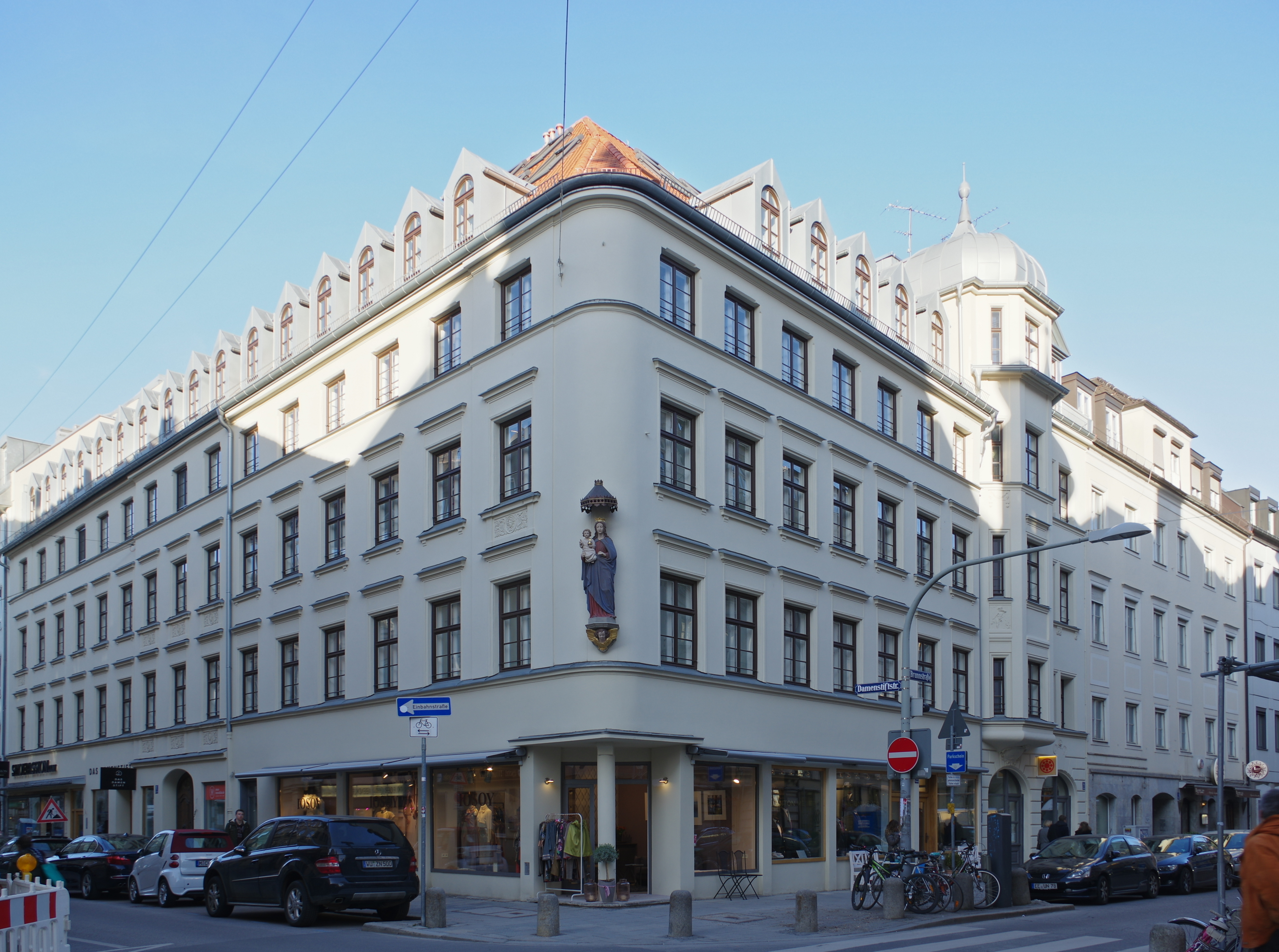
Eckhaus Damenstiftstraße (links), Ecke Brunnstraße (rechts) mit Marienfigur
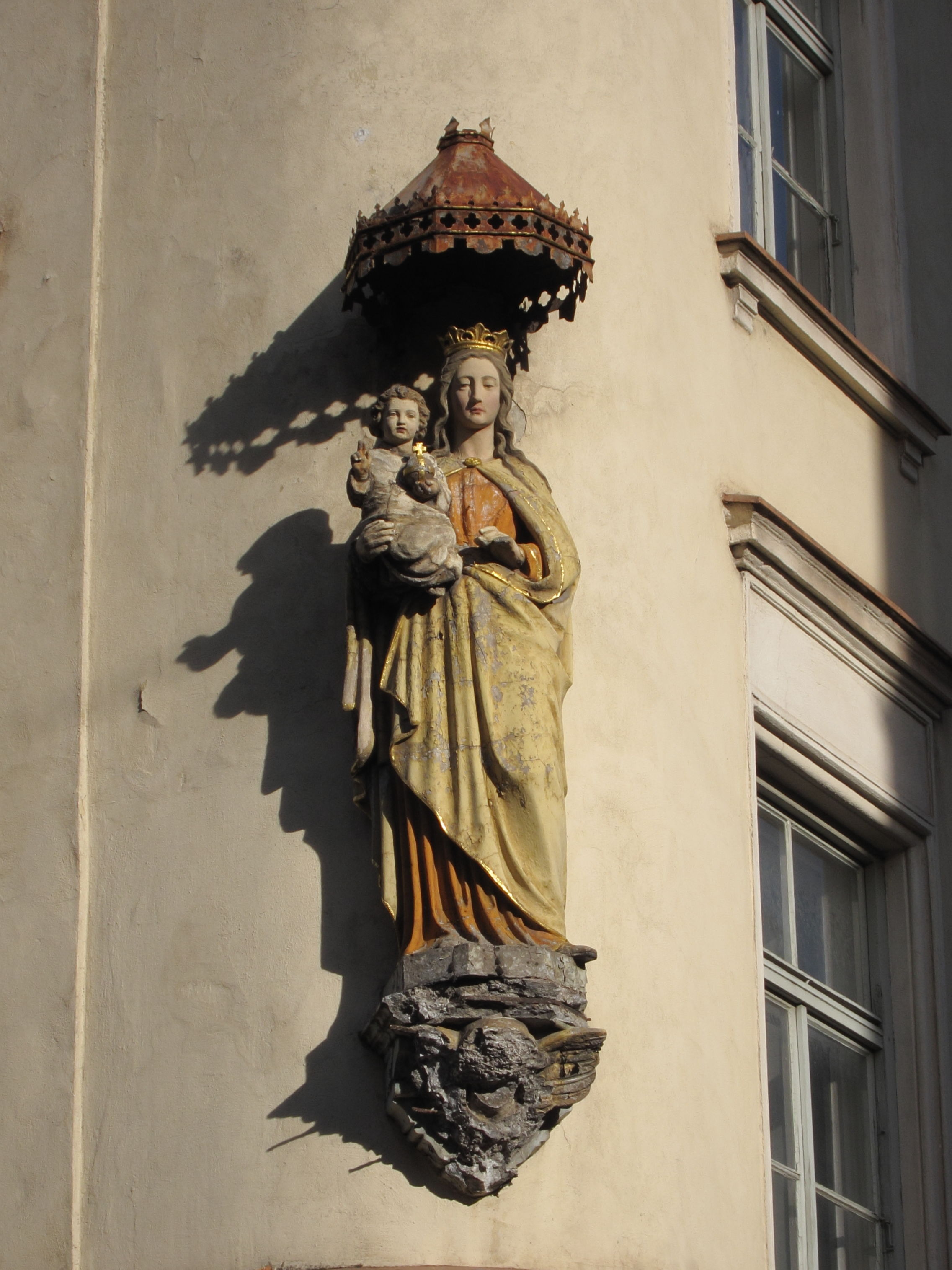
Marienfigur an der Ecke Brunnstraße/Damenstiftstraße
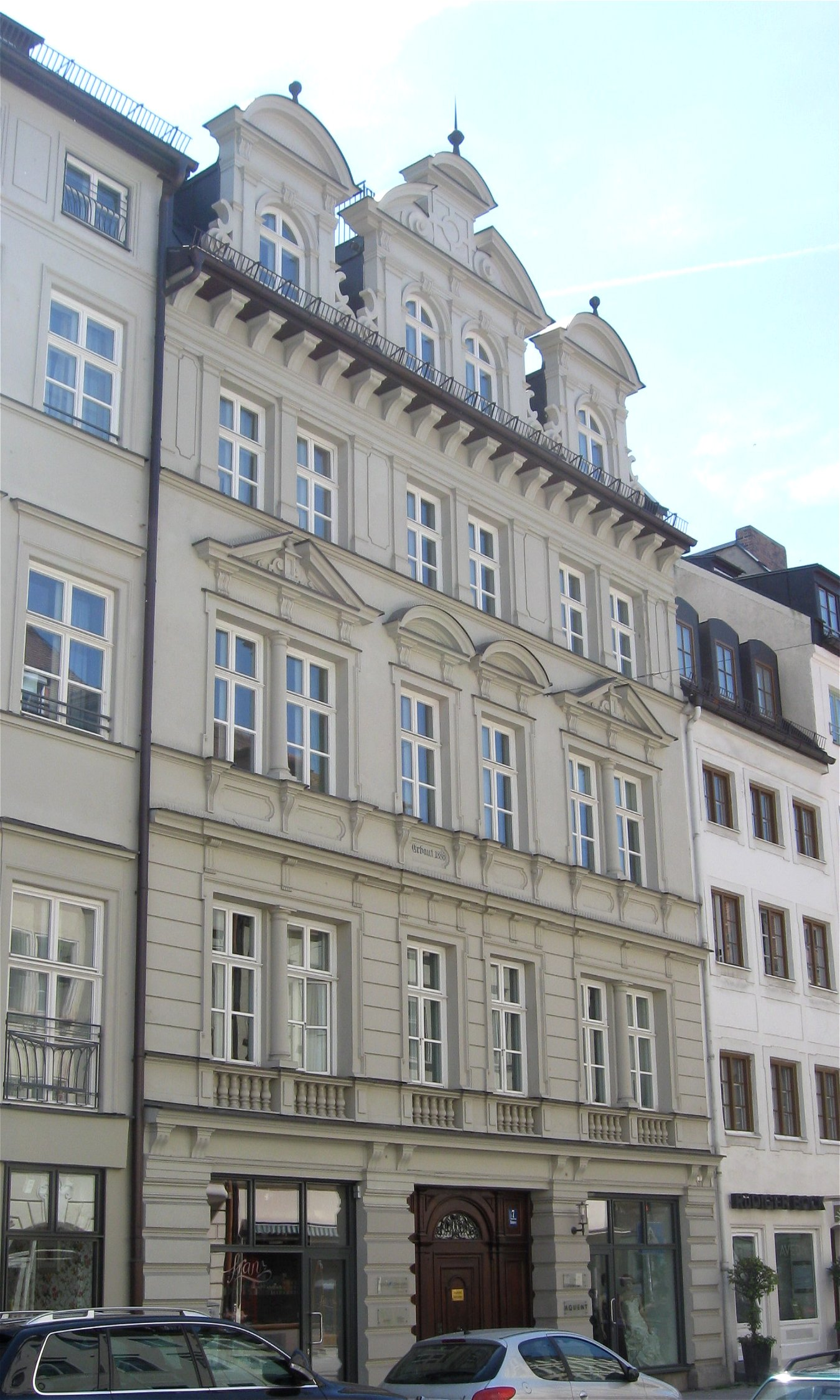
Brunnstraße 5, Mietshaus mit Neurenaissancefassade